# Андийские языки
Андийские языки (кваннийские) — группа языков в составе аваро-андо-цезской ветви нахско-дагестанская семьи. Распространены среди андийских народов в западной части Дагестана, главным образом в бассейне реки Андийское Койсу (Ботлихский, Цумадинский, Ахвахский, Шамильский районы) и северо-запада Азербайджана (Закатальский район); после 1950-х годов значительная часть переселилась на плоскостную часть Дагестана. 
Согласно данным переписи 2021 года, численность носителей малочисленных андийских языков следующая: ахвахский — 5 019 , каратинский — 10 033, годоберинский — 2 731, ботлихский — 5 244, багвалинский — 2 527, тиндинский — 4 730, чамалинский — 4 926, и сам андийский — 18 133.  
Общее количество говорящих на андийских языках по переписи 2021 года — 53 343 человека. 
Андийские языки – бесписьменные. 

## Состав и классификация
С аварским языком андийские объединяются в аваро-андийскую группу, противопоставленную цезской внутри аваро-андо-цезской ветви.
Традиционно в состав андийских языков включаются 8 языков; согласно данным лексикостатистики они делятся на 3 подгруппы:
- андийские языки (собственно андийский и мунийско-кванхидатльский);
- ахвахский(-е) язык(-и) (собственно ахвахский (возможно 2 языка));
- внутренне-андийские (делятся на каратинский язык и континуум из ботлихского, годоберинского, чамалинского, багвалинского и тиндинского).

В другом варианте внутри андийской группы выделяются три подгруппы, первую подгруппу образуют: андийский, ботлихский, и годоберинский; вторую: ахвахский и каратинский; третью: багвалинский, тиндинский и чамалинский.
В третьем варианте, как и в первом, обособляются андийские и ахвахский(-е) языки, а внутренне-андийские распределены так: ботлихско-годоберинские (ботлихский и годоберинский), багвалинско-тиндинские (багвалинский и тиндинский), чамалинский и каратинский языки.
Многим из них свойственна ярко выраженная диалектная дифференциация; некоторые диалекты могут претендовать на статус самостоятельных языков, так как различия между ними сравнимы с различиями между языками, а между носителями соседних диалектов (например, ахвахских, каратинских) отсутствует взаимопонимание.

## Хронология
Генетически андийские языки наиболее близки аварскому языку. По данным глоттохронологии, разделение аваро-андийской общности относится к середине 2-го тысячелетия до н. э., а распад общеандийской общности — к середине 1-го тысячелетия до н. э. (в научной литературе встречаются и другие хронологические оценки, например, распад аваро-андийского единства к началу н. э., а разделение андийской общности в VIII в. н. э.).

## Лингвистическая характеристика
Особенность фонетической системы андийских языков — наличие латерального ряда согласных (L, L’, ł); часто встречается противопоставление шумных согласных (особенно спирантов) по силе; в некоторых языках отмечаются абруптивные спиранты (s’, š’).
Система гласных треугольная (i, e, a, o, u); фонематичны противопоставления гласных по долготе и назализации (последняя имеет признаки просодичности; см. Просодические средства языка), причём оба противопоставления исторически являются инновациями. Имеется слоговой тональный акцент; в большинстве языков четырёхтоновая система — высокий, низкий, восходящий, нисходящий тоны (тоны не имеют фонологической значимости).
В большинстве андийских языков выделяется 3 именных класса (мужской, женский и неличный); в андийском и чамалинском языках их пять, что скорее всего отражает исконное состояние; в говорах андийского языка встречаются двух- и шестиклассные системы. Характерно наличие суффиксальной (иногда префиксальной) позиции для классного показателя у прилагательных и причастий, префиксального классного показателя у части глаголов. От класса существительного зависит показатель косвенной основы, а также показатель родительного падежа (различаются 2 формы). Среди грамматических падежей наряду с дательным представлен также аффективный, оформляющий субъект глаголов чувственного восприятия («видеть», «слышать», «знать», иногда «любить» и др.). В системе местных падежей насчитывается 6-7 локализаций (в том числе типологически редкая локализация «в контакте с ориентиром»); среди показателей направления помимо эссива («нахождение»), аллатива («движение к») и аблатива («движение от») может быть представлен транслатив («движение по, через»). Отмечается многообразие (до десяти) суффиксов множественного числа существительного.
Система счисления десятичная (в ахвахском — двадцатеричная).
Личные местоимения 1 лица множественного числа различают формы инклюзива и эксклюзива.
Личное согласование в глаголе отмечается (в качестве инновации) в северном диалекте ахвахского языка. Основная часть видо-временных форм индикатива представлена аналитическими конструкциями (причастия, деепричастия, инфинитив с вспомогательным глаголом «быть»); общей для всех андийских языков синтетической глагольной формой является форма прошедшего времени (аорист), во многих языках представлено настоящее общее время (констатив). Различаются показатели императива переходных и непереходных глаголов. Имеется морфологический каузатив. Редупликация глагольных основ (в основном частичная) используется для выражения глагольной множественности (дистрибутивность, повторяемость и др.).
В лексике андийских языков значительное влияние аварского языка; предполагается, что через аварский проникли и многочисленные заимствования из арабского, иранских и тюркских языков, а также из русского языка.

## Письменность
Все андийские языки бесписьменные; с 1990-х гг. предпринимаются отдельные попытки введения письменности. В настоящее время андийские языки используют аварскую письменность.

## История изучения
Исследование андийских языков начинается с 1-й половины XX века (А. М. Дирр, позже А. А. Бокарев); значительный вклад в изучение андийских языков внесли Т. Е. Гудава, З. М. Магомедбекова, И. И. Церцвадзе, П. Т. Магомедова, М. Е. Алексеев, группа московских исследователей под руководством А. Е. Кибрика и др.